# Bernadeta
Bernadeta nebo též Bernardeta je ženské jméno, které je českou variantou francouzského jména Bernadette. To je pak ženskou zdrobnělou podobou jména Bernard.
Bernadeta má svátek 20. srpna.
Variantami jména jsou Bernardina, Bernardína a Bernarda, mužským tvarem je Bernard.

## Statistické údaje
Následující tabulka uvádí četnost jména v ČR a pořadí mezi ženskými jmény ve srovnání dvou let, pro které jsou dostupné údaje MV ČR – lze z ní tedy vysledovat trend v užívání tohoto jména:
| Rok  | Četnost | Pořadí |
| 2009 | 75      | 873.   |
| 2016 | 57      | 1374.  |

## Známé nositelky
- Bernadette Soubirousová – svatá Bernadetta z Lurd
- Bernadette Chirac, manželka Jacqua Chiraca
- Bernadette Peters, americká herečka a zpěvačka
- Bernadette Devlin, severoirská republikánská aktivistka
- Bernadetta Šuňavská, slovenská varhanice
- Bernadette Flynn, tanečnice